# 터미섬
터미섬은 경기도 안산시 대부동에 있던 섬으로, 시화방조제가 생겨나며 대부도의 일부분이 되었다. 섬이었을 때 총 면적은 3km2였으며, 최고 고도는 25m였다.

## 지명 유래
섬에 소나무가 우거진 모양이 사람 머리털처럼 생겨서 털미섬이라 했던 것이 와전되었다.